# NGC 678
NGC 678 je galaksija u zviježđu Ovan.

## Vanjske poveznice
- SEDS: NGC 0678